# يوهان غيورغ الثالث، ناخب ساكسونيا
يوهان غيورغ الثالث (20 يونيو 1647 - 12 سبتمبر 1691)؛ أصبح ناخب ساكسونيا من 1680 حتى وفاته في 1691، كان ينتمي إلى الفرع الألبرتي من بيت فتين.
هو الابن المتبقي والطفل الثالث لـ يوهان غيورغ الثاني، ناخب ساكسونيا وماغدالين سيبيل من براندنبورغ-بايرويت.
يوهان غيورغ خلف والده كـ ناخب ساكسونيا بعد وفاته في 1680، تم تعيينه مارشال الإمبراطورية الرومانية المقدسة، وبسبب شجاعته وحماسه للحروب حصل على لقب (مارس ساكسونيا)، من ناحية السياسة الخارجية قطع علاقاته مع فرنسا بعد أن كانت هناك علاقات ودية بينهما في عهد والده، وأيضا شارك مع جيوش الإمبراطورية في حروب ضد الأتراك.
توفي يوهان غيورغ الثالث في توبنغن بسبب مرض وبائي الكوليرا أو الطاعون في 12 سبتمبر 1691، وخلفه أبنه البكر يوهان غيورغ الرابع.

## الأسرة
- تزوج يوهان غيورغ الثالث في 9 أكتوبر 1666 من آنا صوفي من الدنمارك ابنة فريدريك الثالث ملك الدنمارك والنرويج؛ وانجبت له ابنين:-

1. يوهان غيورغ الرابع، ناخب ساكسونيا (18 أكتوبر 1668 - 28 مايو 1694).
2. فريدرش أوغسطس الثاني، ملك بولندا وناخب ساكسونيا (22 مايو 1670 - 1 فبراير 1733)؛ تحول لاحقاً إلى الكاثوليكية.

- أيضا له ابن غير شرعي من عشيقته المغنية الأوبرا مارغريتا ساليكولا:-

1. يوهان غيورغ ماكسيميليان فون فورستينهوف (1753-1685).